# Agent 86 Smart
Agent 86 Smart (originaltitel: Get Smart, Again!) är en amerikansk TV-film från 1989 i regi av Gary Nelson.

## Handling
Maxwell Smart kallas in i tjänst då KAOS ställer till problem med en "vädermaskin". Smart instrueras att hålla uppdraget hemligt för sin fru, men han kan inte gömma sig för henne hur länge som helst. Det slutar med att de får ta sig an uppdraget tillsammans.

## Om filmen
Filmen sändes ursprungligen på den amerikanska TV-kanalen ABC - som refuserade TV-serien filmen är baserad på, Get Smart. Det är även den enda filmen baserad på TV-serien som gjordes för TV.
Filmen blev det sista TV-framträdandet för Robert Karvelas.

## Rollista i urval
- Don Adams - Maxwell Smart
- Barbara Feldon - Agent 99
- Bernie Kopell - Conrad Siegfried/Professor Helmut Schmelding
- Robert Karvelas - Larrabee
- King Moody - Shtarker
- Kenneth Mars - Drury
- David Ketchum - Agent 13
- Danny Goldman - Dr. Denton
- Rachelle Carson - Lisa